# Peter Lokk

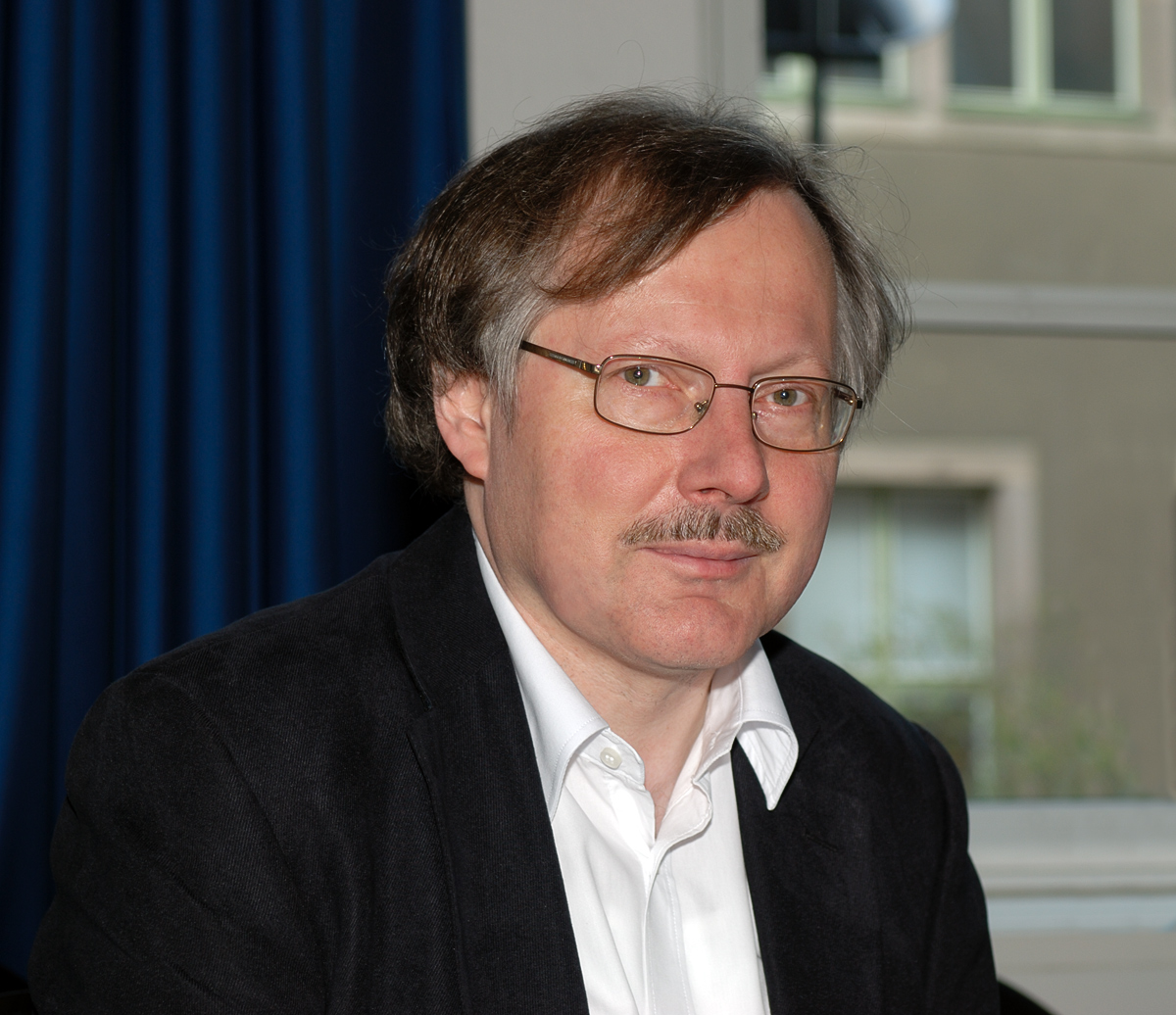
Peter Lokk, 2009

Peter Lokk (* 24. Juli 1957 in Nürnberg) ist ein deutscher Medienpädagoge und Journalist. Er leitet die Stiftung Journalistenakademie Dr. Hooffacker.

## Leben

### Werdegang
Während seines Studiums der Germanistik und Geschichte war er im Landesvorstand der Jungen Presse Bayern. Lokk gründete 1977 die Nürnberger Stadtzeitung und 1987 Kommunikation und Neue Medien e. V., den Trägerverein des CL-Netzes. Er engagiert sich seit mehr als 25 Jahren für den Graswurzel-Journalismus: Alternativpresse, Freie Radios, Bürgervernetzung online.

### Veröffentlichungen
Peter Lokk hat bisher neun Sachbücher als Mitautor sowie Aufsätze und Beiträge in Büchern publiziert. Bereits Anfang der 1990er-Jahre warnte er vor rechtsextremen Aktivitäten im Internet. Daraus entstand 1997 gemeinsam mit Gabriele Hooffacker der Online-Guide Politik und Gesellschaft, der einerseits die Möglichkeiten politischer Partizipation, andererseits die Gefahren politischer Agitation online aufzeigte. Zu seinen weiteren Veröffentlichungen zählen unter anderem Wir machen Zeitung, 1989 im Steidl-Verlag, Göttingen, erschienen, Expeditionen ins Internet, der Internet-Reiseführer, Gesundheit, Medikamente, Stoffe sowie Computer einsetzen: Schreiben, Gestalten, Organisieren und Kommunizieren mit dem PC für die Stiftung Mitarbeit. 2011 erschien „Pressearbeit praktisch“ in der Reihe Journalistische Praxis.

### Lehrtätigkeit
Für das Bildungszentrum der Stadt Nürnberg konzipierte Peter Lokk 1997 eines der ersten kommunalen Internet-Cafés in Deutschland. Seit 1999 ist Peter Lokk Geschäftsführer der Münchner Journalistenakademie, an der er Journalismus und Pressearbeit unterrichtet. Peter Lokk hatte und hat zahlreiche Lehraufträge, unter anderem an der Georg-Simon-Ohm-Hochschule Nürnberg, an der Hochschule für Technik, Wirtschaft und Kultur Leipzig sowie an der Leipzig School of Media.

## Auszeichnungen
Gemeinsam mit Gabriele Hooffacker erhielt Peter Lokk 1997 den ersten Preis der Gesellschaft für Medienpädagogik (GMK). Er ist Mitglied in den Jurys des Alternativen Medienpreises, den er ins Leben gerufen hat, sowie beim Deutschen Menschenrechts-Filmpreis.